# Karl Gölsdorf

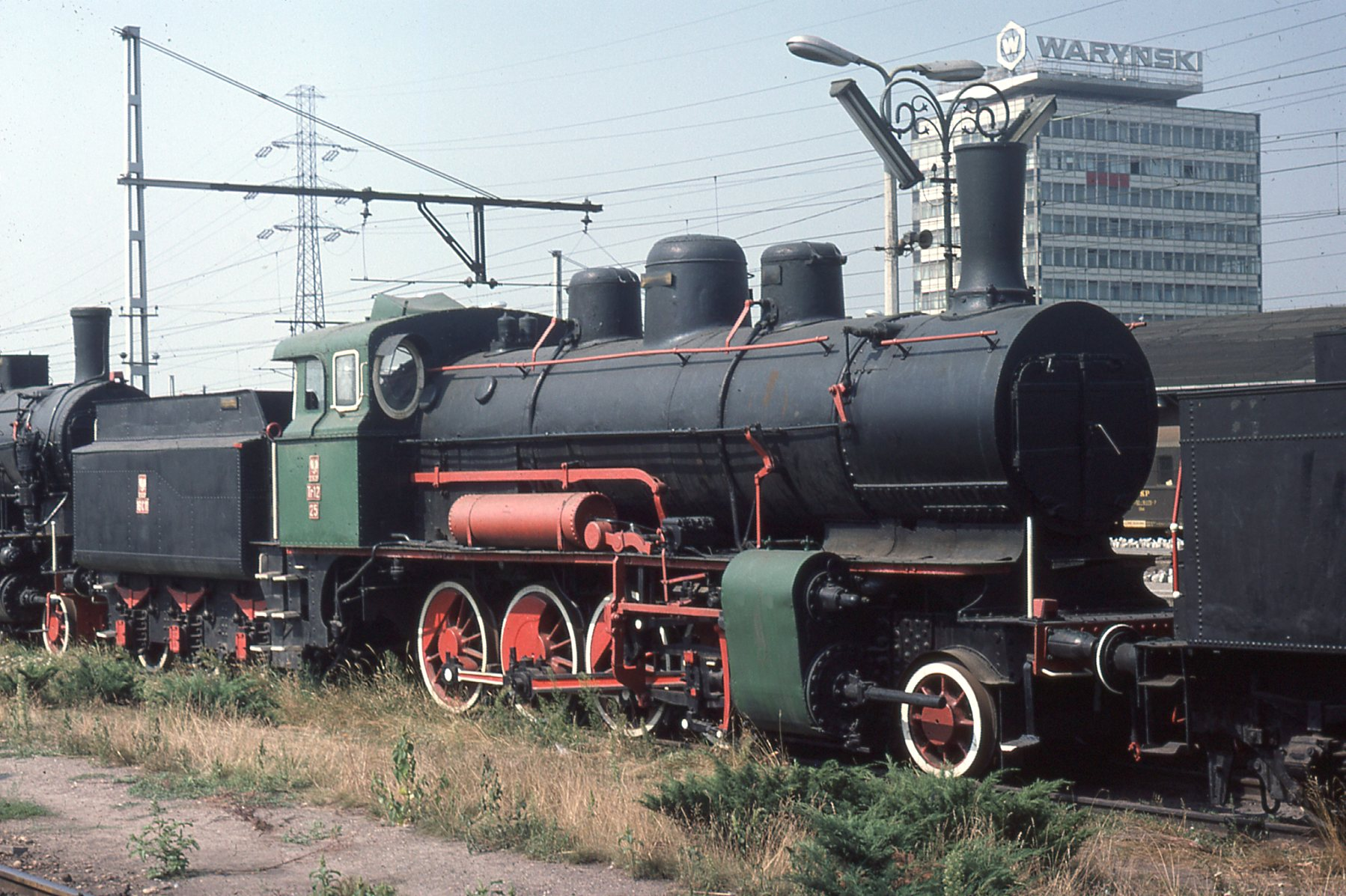
Parowóz Tr12-25

Karl Gölsdorf (ur. 8 czerwca 1861 w Wiedniu, zm. 18 marca 1916 w Wolfsbergkogel koło Semmering) – austriacki inżynier, projektant lokomotyw i silników.

## Życiorys
Karl Gölsdorf był synem Louisa Adolfa Gölsdorfa (1837–1911) – inżyniera i konstruktora lokomotyw.
Ukończył studia na Uniwersytecie Technicznym w Wiedniu, po czym pracował w fabryce maszyn Kolei Państwowych (1884–1891). W 1891 roku został urzędnikiem kolejowym. Od 1896 roku aż do śmierci pracował w ministerstwie kolei żelaznych, kolejno jako nadradca budowlany (niem. Oberbaurat) (1906), radca ministerialny (nim. Ministerialrat) (1909) i kierownik sekcji (niem. Sektionschef). Kiedy Gölsdorf zostawał urzędnikiem, koleje miały wiele lokomotyw, jednak o niewielkiej mocy. Gölsdorf zaprojektował 46 serii, przy czym niektóre z nich stanowiły kolejne przełomy w rozwoju inżynierii mechanicznej. Jego pierwszym osiągnięciem było zbudowanie nowych urządzeń doprowadzających parę dla lokomotyw wykorzystujących maszynę parową potrójnego rozprężania. W 1895 roku Gölsdorf zbudował szybką lokomotywę rozwijającą prędkość maksymalną 110 km na godzinę. Na podstawie prac inżyniera-konstruktora z fabryki Kraussa w Monachium – Richarda von Helmholtza skonstruował przesuwną oś wiązaną tzw. oś Gölsdorfa. Rozwiązanie to stało się szybko standardem w konstrukcji lokomotyw. Gölsdorf był twórcą wielu austriackich parowozów m.in. Tw11, Ol12 i Tw12. W 1910 roku Uniwersytet Techniczny w Hanowerze nadał Gölsdorfowi tytuł doktora honoris causa. Gölsdorf zmarł 17 marca 1916 w Wolfsbergkogel koło Semmering.

## Publikacje
Wybór za Neue Deutsche Biographie:
- Lokomotivbau w Geschichte der Eisenbahnen der Österreicher-Ungarischer Monarchie II, 1898, s. 423–490
- Lokomotiv- und Wagenbau w Geschichte der Eisenbahnen der Österreicher-Ungarischer Monarchie VI, 1908, s. 285–348
- Mitarbeiter: Die Eisenbahntechnik der Gegenwart, v. A. Blum, A. v. Borries, G. Barckhausen, 1897